# Dabes
Dabes är ett distrikt i Irak.   Det ligger i provinsen Kirkuk, i den norra delen av landet, 270 km norr om huvudstaden Bagdad.